# Closterus boppei
Closterus boppei är en skalbaggsart som beskrevs av Auguste Lameere 1920. Closterus boppei ingår i släktet Closterus och familjen långhorningar.
Artens utbredningsområde är Madagaskar. Inga underarter finns listade i Catalogue of Life.